# Hrabstwo Terrell (Teksas)

Piramida wieku hrabstwa

Hrabstwo Terrell – hrabstwo położone w USA, w stanie Teksas. Utworzone w 1905 r. Siedzibą hrabstwa jest Sanderson. Z gęstością zaludnienia 0,11 os./km² jest czwartym najsłabiej zaludnionym hrabstwem Teksasu, oraz należy do dwudziestu najsłabiej zaludnionych hrabstw USA. 
```
Hrabstwo pokrywa gęsta sieć rzeczna, która stanowi wodopój dla jednych z największych stad 
kóz
 i 
owiec
 w Teksasie
[
2
]
[
3
]
. Odkąd w 1957 roku odkryto pole gazowe Brown-Bassett, hrabstwo wydobywa znaczne ilości 
gazu ziemnego
[
2
]
.
```

## Sąsiednie hrabstwa i gminy
- Hrabstwo Pecos (północ)
- Hrabstwo Crockett (północ)
- Hrabstwo Val Verde (wschód)
- Hrabstwo Brewster (południowy zachód)
- Gmina Acuna, Coahuila, Meksyk (południe)